# Millstätter Alpe
Die Millstätter Alpe (2091 m ü. A.) ist ein Bergrücken in den Nockbergen in Kärnten nordnordöstlich des Millstätter Sees. Zwischen dem Millstätter See und der Millstätter Alpe liegt der damit nicht zu verwechselnde und wesentlich niedrigere Millstätter Berg.
Mit Kamplnock (2101 m ü. A.), Hochpalfennock (2099 m ü. A.) und Tschiernock (2088 m ü. A.) liegen noch drei annähernd gleich hohe Gipfel weiter nordwestlich auf dem von der Millstätter Alpe ausgehenden Rücken. Das unwesentlich niedrigere Törl (1905 m ü. A.) vermittelt einen Übergang von Südosten nach Nordwesten zum Nöringsattel (1665 m ü. A.) und weiter ins Globatschbachtal nach Radenthein oder ins Nöringbachtal nach Nöring. Der Kamm der Millstätter Alpe, der aus „Altkristallin“ aufgebaut ist, weist eine Doppelgratbildung auf, die durch Bergzerreißung entstanden ist.
1904 wurde an der Nordostseite, im Globatschbachtal, Magnesit gefunden. Bis 1965 betrieb die Österreichisch-Amerikanische Magnesit AG (heute RHI AG) den Abbau des Gesteins im Tagebau, im so genannten „Bruch“. Heute wird das Gestein ausschließlich Untertage in Stollen gewonnen. Aus Magnesit werden Feuerfestmaterialen hergestellt, die vor allem in der Stahl- und Eisenindustrie, aber auch in der Zement- oder Glasindustrie unabdingbar sind.

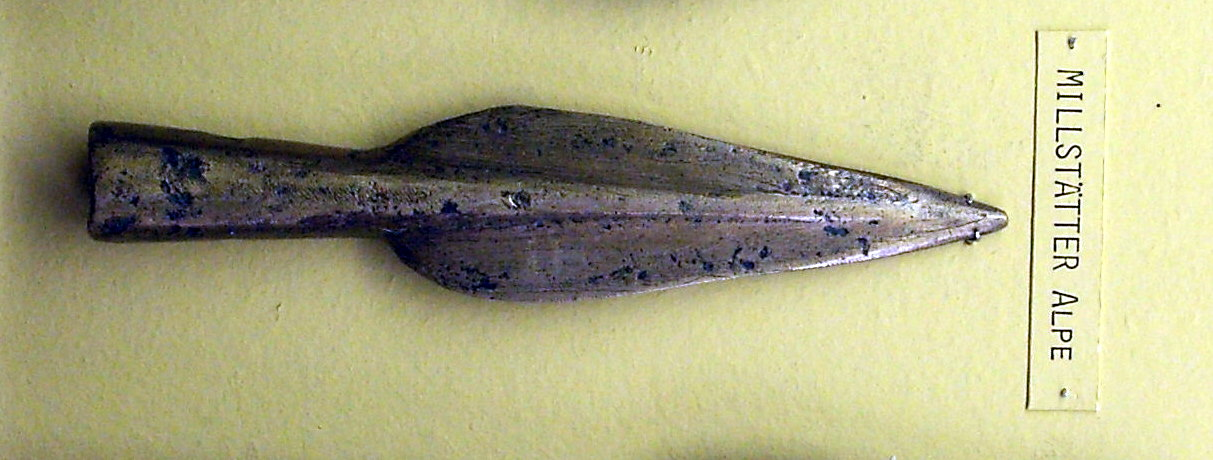
Ca. 3000 Jahre alte Bronze-Speerspitze

Seit alters her werden auf der Millstätter Alpe Granate, im Speziellen Almandine gefunden. Granate – vom lateinischen granum, das Korn, weil dieser Halbedelstein kornförmig im Muttergestein vorkommt – waren bereits im Altertum sehr bedeutende Schmucksteine. Der bisher früheste Nachweis einer menschlichen Nutzung ist der Fund einer gut erhaltenen ca. 3000 Jahre alten Lanzenspitze aus der Bronzezeit, in einer Art, wie sie auch aus anderen Teilen Kärntens bekannt ist. Im Mittelalter wurden Granate Karfunkelsteine genannt, weil sie an glühenden Kohlen erinnern. Granate wurden auf der Millstätter Alpe in großem Stile in einer Schlucht bei Radenthein entlang des Kaninger Baches im Lucknergraben abgebaut. Der 1802 in Zell am Ziller geborene Josef Hofer begann 1880 mit dem Granatbergbau unter Tage. Über die Firma der Gebrüder Hofer in Zell am Ziller wurden die „gemugelten“ Steine dann nach Böhmen geliefert, wo sie von Schleifern zu Schmuckstücken aller Art verarbeitet wurden und als „Böhmische Schmuckgranate“ in den Handel kamen. 1914 wurde der Granatbergbau stillgelegt. Besonders am Höhenrücken und den vielen Gräben um die Millstätter Alpe finden sich nach wie vor viele ausgeschwemmte Granate, die auch „Die Blutstropfen der Nocke“ genannt werden.